# Heinrich Leonard Cox
Heinrich Leonard Cox (* 15. August 1935 in Geleen; † 6. September 2016 in Bonn) war ein niederländischer Volkskundler.

## Werdegang
Nach dem Abitur 1955 in Sittard studierte er von 1957 bis 1961 an der Universität Nimwegen und von 1961 bis 1963 an der Universität Bonn. 1963 legte er das Doctoraalexamen ab, 1967 promovierte er.
Er war Professor am Volkskundlichen Seminar der Universität Bonn.

## Ehrungen
- 1997: Verdienstkreuz 1. Klasse der Bundesrepublik Deutschland

## Veröffentlichungen
- als Hrsg. mit Günter Wiegelmann: Matthias Zender: Gestalt und Wandel. Aufsätze zur rheinisch-westfälischen Volkskunde und Kulturraumforschung. Röhrscheid, Bonn 1977, ISBN 3-7928-0395-X.